# ルイ・アンドリーセン
ルイ・アンドリーセン（Louis Andriessen, 1939年6月6日 - 2021年7月1日）は、アムステルダムに拠点を置くオランダの作曲家、ピアニスト。

## 家系と初期の人生
ルイ・アンドリーセンはユトレヒトの音楽家一家に生まれた。父親はヘンドリク・アンドリーセン（1892年 - 1981年）で、兄がユリアーン・アンドリーセン（1925年 - 1996年）、姉がセシリア・アンドリーセン（Caecilia Andriessen, 1931年 - ）、叔父がウィレム・アンドリーセン(1887年 - 1964年）である。妻だったジャネット・ヤニキアン（1935年 - 2008年）もギタリストだった。妻とは40年間恋人関係で、結婚したのは1996年だった。
最初、ルイは父親とハーグ王立音楽院のケース・ファン・バーレンから音楽を学び、それからミラノとベルリンで、イタリアの作曲家ルチアーノ・ベリオの下で2年間研鑽を積んだ。1959年にはガウデアムス国際作曲家賞を受賞し、後にハーグ王立音楽院で作曲を教えている。

## 作風と代表作
アンドリーセンの初期の作品は、さまざまな現代音楽の潮流の実験が表れている。具体的には、『Series』（1958年）は戦後セリエリズム、『Anachronie』（1966年 - 1967年）はパスティーシュ、『Il Duce』（1973年）はテープ音楽といったものである。アンドリーセンはオランダの現代音楽シーンに保守主義を認め、それへの反応として、速やかに独自の急進的でオルタナティブな音楽的美学を形成していった。1970年代の初期から、アンドリーセンは伝統的なオーケストラのために曲を作ることを拒否し、その代わりに、伝統的なオーケストラの楽器は一部に残しつつも、そこにエレクトリックギターやエレクトリックベース、コンガを混ぜるなど、独自の楽器の組み合わせのために曲を書くことを選んだ。
イーゴリ・ストラヴィンスキーとアメリカのミニマリズム、ジャズの影響を組み合わせたものが、アンドリーセンの円熟した音楽である。アンドリーセンの和声書法は多くのミニマリズムにみられる協和的な様式を避け、戦後ヨーロッパ式の不協和音を好み、巨大な音塊の形をとることが多い。たとえば『De Staat』などのような大規模作品は、カウント・ベイシーやスタン・ケントンのビッグバンド音楽のエネルギーや、スティーヴ・ライヒの反復手法の影響を受けていて、この両者が鮮やかな、ぶつかりあう不協和音と組み合わせられる。アンドリーセンの音楽は反＝ゲルマン的・反＝ロマン主義で、戦後ヨーロッパのセリエリズムとその分派からの離脱を表している。また、アンドリーセンは伝統的な演奏慣習におけるテクニックの代わりになるものをもたらす役割を果たし、力強くリズミカルなアーティキュレーション、アンプをつけたノンビブラートの歌唱を指定した。
アンドリーセンの他の代表作には、いくつかの大音量で鳴り響く楽器群のための 旋律的な不確定性の音楽小品『Workers Union』（1975年）、2人のバリトンと大アンサンブルのための『Mausoleum』（1979年）、女声とアンサンブルのための『De Tijd』（1979年 - 1981年）、3つの電気増幅されたアンサンブルのための『De Snelheid』（1982年 - 1983年）、声とアンサンブルのための大規模な4声作品『De Materie』（1984年 - 1988年）がある。さらに映画監督でリブレッティスト（オペラの台本作家）でもあるピーター・グリーナウェイと、映画『M is for Man, Music, Mozart』、オペラ『Rosa: A Horse Drama』（1994年）、オペラ『Writing to Vermeer』（1998年）でコラボレーションを果たしている。近作に女声とアンサンブルのための『La Passione』（2000年 - 2002年 ）がある。
アンドリーセンの音楽はオランダではDonemus（en:Donemus）、イギリスではブージー・アンド・ホークスから楽譜が出版されている。録音はノンサッチ・レコードから出ている。

## アンサンブル
アンドリーセンは「De Volharding」や「Hoketus」（en: Hoketus）といったインストゥルメンタル・グループの設立に助力していて、どちらもアンサンブル名と同名の作品を演奏している。アンドリーセンはシェーンベルク・アンサンブル、アスコ・アンサンブルの設立にも重要な役割を果たしている。

## 作品
- De Materie
  - Part I ("De Materie", 1986–1987): the 1581 Plakkaat van Verlatinge (Act of Abjuration), with a text on shipbuilding by Nicolaes Witsen and the Idea Physicæ of David van Goorle
  - Part II ("Hadewijch", 1987–1988): Zevende Visioen (Seventh Vision) by Hadewijch
  - Part III ("'De Stijl", 1984–1985): text from The Principles of Plastic Mathematics by M. H. J. Schoenmaekers, along with quotes by M. van Domselaer-Middelkoop about his friend, the Dutch painter Piet Mondrian
  - Part IV (untitled): excerpts from two sonnets by Willem Kloos, along with a passage from the diary of Marie Curie and her Nobel Prize speech

## 著名な弟子
- アリソン・キャメロン（en:Allison Cameron (composer)）
- グレアム・キーニー（en:Graeme Koehne）
- スティーヴ・マートランド（en:Steve Martland）
- イェ・シャオガン（en:Ye Xiaogang）
- John Korsrud
- Paul Steenhuisen
- Frank Martinez